# Garthorpe (Lincolnshire)
Pour les articles homonymes, voir Garthorpe.
Garthorpe est un village et une ancienne paroisse civile du Lincolnshire, en Angleterre.